# Piersland House Hotel
Das Piersland House Hotel ist ein Hotelbetrieb in der schottischen Stadt Troon in der Council Area South Ayrshire. 1977 wurde es in die schottischen Denkmallisten in der höchsten Kategorie A aufgenommen. Das Gebäude wurde nach einem Entwurf des schottischen Architekten William Leiper erbaut und 1899 nach einjähriger Bauzeit fertiggestellt. Erweiterungen wurden 1903, 1920 und im späten 20. Jahrhundert hinzugefügt. Ursprünglich nicht als Hotel konzipiert, wurde Piersland House den Bedürfnissen entsprechend umgebaut.

## Beschreibung
Das zweistöckige Gebäude befindet sich an der Craigend Road am Südrand der Stadt. Es ist im altenglischen Stil gestaltet. Im Erdgeschoss besteht das Mauerwerk des asymmetrischen Hotels aus freiliegendem roten Sandstein. Die klaren Bleiglasfenster sind zu Zwillings-, Drillings- oder Vierlingsfenstern gruppiert, die durch sandsteinerne Mittelpfosten getrennt sind. Der mit Fachwerk und Glas gestaltete Eingangsbereich springt an der Westseite hervor. Das Obergeschoss ist mit Fachwerk gearbeitet. Die Zwischenräume sind mit Harl verputzt. Die Giebelflächen sind mit Schieferplatten verkleidet. Das komplexe Gebäude schließt mit schiefergedeckten Dächern mit unregelmäßig angeordneten Dachfenstern und Dachgauben.